# Catachlorops alphus
Catachlorops alphus är en tvåvingeart som beskrevs av Wilkerson 1979. Catachlorops alphus ingår i släktet Catachlorops och familjen bromsar.
Artens utbredningsområde är Colombia. Inga underarter finns listade i Catalogue of Life.